# Batuques de Pernambuco
O Grupo Percussivo Batuques de Pernambuco, popularmente conhecido como Batuques de Pernambuco, é um grupo percussivo, que realiza seus ensaios na Praça do Carmo, no Centro Histórico de Olinda, promovendo oficinas rítmicas de Maracatu não só o baque virado, mas também o ritmo do côco, a ciranda e o baque solto do maracatu rural, na cidade de Olinda, em Pernambuco.

## História
Fundado em 4 de janeiro de 2004 por Guilherme Montarroyos, o grupo participa das festividades carnavalescas de Olinda desde a sua fundação.
Formado por cerca de setenta integrantes, o Batuques de Pernambuco promove, entre agosto e janeiro, oficinas percussivas de alfaia, caixa, agbê, gonguê, agogô e timbal, além de oficinas de dança, fortalecendo a cultura de Pernambuco.
Durante o Carnaval, o Batuques de Pernambuco realiza cortejos na sexta feira no bairro Recife, a partir das 20 horas na Rua da Moeda, além do Carnaval de Olinda no domingo e na terça feira a partir das 9 horas.

## Homenagens
No ano em que o Batuques de Pernambuco completou 15 anos, o grupo começou a realizar homenagens a diversos ícones e personalidades da cultura pernambucana.
Em 2019, o grande homenageado foi o maestro Francisco Amâncio da Silva, conhecido como Maestro Forró e a Orquestra Popular da Bomba do Hemetério (OPBH), que por sua vez convidou o grupo para participar do encontro Todos São Maestros, no bairro da Bomba do Hemetério.
No ano seguinte, o Batuques de Pernambuco homenageou Maciel Salú, rabequeiro, cantor, compositor, mestre de maracatu rural, brincante do Cavalo-Marinho e militante da cultura popular, através de uma prévia carnavalesca, que ocorreu em Olinda em 2020.
No ano de 2023, o grupo fez a sua homenagem ao cantor e compositor Geraldinho Lins em sua prévia carnavalesca em Olinda, sendo o tema: "Ser Tão Batuques! O Batuques de Pernambuco de Olinda ao Sertão! Anjos Azuis em cortejo na Sequencia Nação!"
Em 2024, ano em que o Batuques de Pernambuco completou 20 Anos, o grupo homenageou o cantor, compositor, músico, poeta, professor, pesquisador e ex-secretário de cultura do Estado de Pernambuco Silvério Pessoa.  
Já em 2025, o Batuques de Pernambuco, fará do carnaval, seu Batuques Armorial, em homenagem ao Movimento Armorial e a um dos seus principais ícones, o escritor, dramaturgo, poeta, romancista, artista plástico, professor e advogado Ariano Suassuna.    